# Phaeophloeosporella ekebergiae
Phaeophloeosporella ekebergiae är en svampart som först beskrevs av Hans Sydow, och fick sitt nu gällande namn av Crous & B. Sutton 1997. Phaeophloeosporella ekebergiae ingår i släktet Phaeophloeosporella, divisionen sporsäcksvampar och riket svampar.   Inga underarter finns listade i Catalogue of Life.